# Part 3
Part 3 är ett musikalbum av den amerikanska discogruppen KC & the Sunshine Band utgivet 1976. Albumet utgavs på TK Records i Nordamerika, och RCA Records i Europa, utom i Storbritannien där det gavs ut av bolaget Jay Boy.
Albumet brukar tillsammans med gruppens självbetitlade album från 1975, KC & the Sunshine Band, räknas som deras bästa. På albumet återfinns "Shake Your Booty" och "I'm Your Boogie Man" som båda blev internationella hitsinglar och toppade den amerikanska singellistan. Flera låtar har starka influenser från funk, den låten som närmast följer det traditionella disco-spåret är kanske "Keep It Comin' Love". Denna nådde plats två på amerikanska singellistan. Även "I Like to Do It" utgavs som singel, men stannade på plats 37.

## Låtlista
Alla låtar är skrivna och komponerade av Harry Wayne Casey och Richard Finch. 
| 1. | Baby I Love You (Yes, I Do)            | 4:43 |
| 2. | Wrap Your Arms Around Me               | 3:47 |
| 3. | I Like to Do It                        | 2:57 |
| 4. | (Shake, Shake, Shake) Shake Your Booty | 3:06 |

| 5. | Let's Go Party      | 2:57 |
| 6. | Come on In          | 3:25 |
| 7. | I'm Your Boogie Man | 4:05 |
| 8. | Keep It Comin' Love | 4:23 |

## Listplaceringar
| Lista (1976) | Position           |
| ------------ | ------------------ |
| Kanada       | 13 (RPM)           |
| Norge        | 12 (VG-lista)      |
| Sverige      | 35 (Topplistan)    |
| USA          | 13 (Billboard 200) |